# غلاديس بروكول
غلاديس بروكول (بالإنجليزية: Gladys Brockwell)‏ هي ممثلة أمريكية، ولدت في 26 سبتمبر 1893 ببروكلين في الولايات المتحدة، وتوفيت في 2 يوليو 1929 بهوليوود في الولايات المتحدة.

## أعمال

### أفلام
- (1927) السماء السابعة

## وصلات خارجية
- غلاديس بروكول على موقع IMDb (الإنجليزية)
- غلاديس بروكول على موقع أول موفي (الإنجليزية)
- غلاديس بروكول على موقع قاعدة بيانات الفيلم (الإنجليزية)